# 実況中継
実況中継（じっきょうちゅうけい、英:live broadcast）とは、事件や行事の状況を、現場から中継放送することである。

## 概要
中継放送であるので、現場から中継装置を使い放送局に音声や映像を伝送する。ラジオの実況中継用にはラジオ用の中継装置があり、テレビの実況中継の場合はFPUを使う。

### 歴史
1921年7月にアメリカのピッツバーグにあるラジオ放送局KDKAがボクシング選手権試合の実況中継を行った。
日本のラジオ放送では、1925年7月に電波を送信しはじめたばかりの名古屋放送局が、10月に第3師団練兵場から天長節祝賀式の現場の状況を実況中継した。日本のテレビの実況中継の始まったのは、日本放送協会（NHK）が放映を開始した1ヵ月後の1953年3月のことで、日本の皇太子がイギリスのエリザベス女王の戴冠式へ出席するために日本から出発する様子を横浜港から実況中継した。
1980年代後半からは放送衛星が打上げられるようになり、国境を越えた実況中継も可能となり、たとえばアメリカのMLBワールドシリーズやイギリスのウインブルドン選手権などを世界各地の視聴者が生中継で見られるようになった。 

### ラジオのスポーツ実況中継
テレビと違い、ラジオは音（言葉や現場の環境音）だけで状況を伝えなければならないので、アナウンサーはスポーツの種類ごとに独特の技術を駆使している。

#### 野球
- ピッチャーがボールをリリースするまさにその瞬間に、絶対に遅れないように、「ピッチャー投げました」と言う[1]。視聴者に「投げました」と聞こえてからバッターが球を打つ音「カキーン」が聞こえるように、つまり聞こえる順番が絶対に入れ替わらないように気をつけている。
- その球がホームベース方向に走っているわずかな時間の間に、球種・コース・高低を説明する[1]。たとえば「スライダー、外角・低め」などと言う。
- バッターが何をして、打球がどうなったかを説明する[1]。
- ときどき過去の試合の話を交える[1]。

#### サッカー
- リスナーにテレビ画面のような視覚像を持ってもらうために、左右を意識させる言葉を言う。たとえば「右が日本、左がブラジル。青いユニフォームの日本が右から左に攻めます」などと言う[1]。
- セットプレーでは選手名を詳しく言う。たとえば「バックスタンド側から中村俊介が蹴ります。ゴール前には中澤、大黒がいます」などと言う[1]。
- 距離を言語化する。たとえば「ペナルティエリアまで 10 メートル...5 メートル...、ペナルティエリアに入った! 左足でシューーート！！」などと言う[1]。

## 学習参考書『実況中継』シリーズ
語学春秋社からは学習参考書のシリーズ『実況中継』が刊行されている。
シリーズ開始当初は大学受験専門の参考書シリーズで、大量のページ数を確保するため、紙質を一般の参考書よりかなり抑えて、マニアックな内容に対応したものまで売ったため即座に話題となった。2019年現在は中学受験から大学受験まで様々な受験に対応した参考書が出版されており、現在の紙質は悪くない。